# Сакатеколука
Сакатеколу́ка (исп. Zacatecoluca) — город в Сальвадоре, административный центр департамента Ла-Пас.

## История
Был основан в 1824 году испанцами. В 1922 году получил статус города.

## Географическое положение
Центр города располагается на высоте 210 м над уровнем моря.

## Экономика
Жители города заняты в сфере сельского хозяйства. Занимаются выращиванием: табака, сахара и кофе.

## Демография
Население города по годам:
| 1992   | 2000   | 2012   |
| ------ | ------ | ------ |
| 31 268 | 36 400 | 68 258 |